# アッルヴィオーニ・カンビオ
アッルヴィオーニ・カンビオ（イタリア語: Alluvioni Cambiò）は、イタリア共和国ピエモンテ州アレッサンドリア県アッルヴィオーニ・ピオーヴェラにある分離集落（フラツィオーネ）。
かつては独立した自治体（コムーネ）であったが、2018年1月1日、ピオーヴェラと合併し、新自治体の一部となった。

## 地理

### 位置・広がり

#### 隣接コムーネ
コムーネとしてのアッルヴィオーニ・カンビオは、以下のコムーネと隣接していた。
- バッシニャーナ
- イーゾラ・サンタントーニオ
- ピオーヴェラ
- リヴァローネ
- サーレ

## 姉妹都市
- Vianne、フランス